# Kobalt(II)acetaat
Kobalt(II)acetaat is een zout van kobalt, met als brutoformule Co(CH3COO)2. De stof komt voor als een rood poeder, dat goed oplosbaar is in water. Het komt voor als anhydraat en als tetrahydraat.

## Synthese
Kobalt(II)acetaat kan bereid worden door reactie van kobalt(II)hydroxide of kobalt(II)carbonaat met azijnzuur:
{\displaystyle \mathrm {Co(OH)_{2}\ +\ 2\ CH_{3}COOH\longrightarrow \ Co(CH_{3}COO)_{2}\ +\ 2\ H_{2}O} }
{\displaystyle \mathrm {CoCO_{3}\ +\ 2\ CH_{3}COOH\longrightarrow \ Co(CH_{3}COO)_{2}\ +\ H_{2}O\ +\ CO_{2}} }
Een andere methode is de reactie tussen kobalt(II)oxide en azijnzuur:
{\displaystyle \mathrm {CoO\ +\ 2\ CH_{3}COOH\longrightarrow \ Co(CH_{3}COO)_{2}\ +\ H_{2}O} }